# Hungerbrunnen (Kaiserslautern)
Koordinaten: 49° 24′ 46,3″ N, 7° 49′ 49,9″ O
Das Naturdenkmal Hungerbrunnen ist eine Quelle im Stiftswald Kaiserslautern  in Rheinland-Pfalz.

## Lage
Die Quelle liegt fünf Kilometer südöstlich von Kaiserslautern im Tal zwischen den Bergen Dammberg, Bärenkopf und Mittlerer Specht. Er markiert den Anfang des Hungerbrunnentals, das bei der Lauterspring endet, und liegt direkt am östlichen Straßenrand der L 504 (Kaiserslautern-Waldleinigen) auf 268 m ü. NHN. Die Quelle ist ungefasst.

### Naturräumliche Zuordnung
Der Hungerbrunnen gehört zum Naturraum Pfälzerwald, der in der Systematik des von Emil Meynen und Josef Schmithüsen herausgegebenen Handbuches der naturräumlichen Gliederung Deutschlands und seinen Nachfolgepublikationen als Großregion 3. Ordnung klassifiziert wird. Betrachtet man die Binnengliederung des Naturraums, so gehört der Hungerbrunnen zum Mittleren Pfälzerwald.
Zusammenfassend folgt die naturräumliche Zuordnung des Hungerbrunnens damit folgender Systematik:
1. Großregion 1. Ordnung: Schichtstufenland beiderseits des Oberrheingrabens
2. Großregion 2. Ordnung: Pfälzisch-saarländisches Schichtstufenland
3. Großregion 3. Ordnung: Pfälzerwald
4. Region 4. Ordnung (Haupteinheit): Mittlerer Pfälzerwald
5. Region 5. Ordnung: unbekannt

## Verkehr und Wandern
Die L 504 verläuft von Nordwesten nach Südosten durch das Hungerbrunnental. Am Brunnen kreuzt der Wanderweg des Pfälzerwald-Vereins „weiß-rot“ die Landstraße an einem Wanderparkplatz mit dem Rettungspunkt 6412-404. Wenige Meter neben dem Brunnen steht ein beschrifteter Findling. Der Brunnen ist am besten über die Landstraße 504 zu erreichen.

## Sonstiges
Die Quelle führt nur in besonders niederschlagsreichen Jahrgängen Wasser (Stand 2017). Im Gegensatz zur Definition eines Hungerbrunnens als Karstquelle ist diese Quelle, wie einige andere in der Pfalz, eine nur periodisch schüttende Schichtquelle. 

## Weblinks

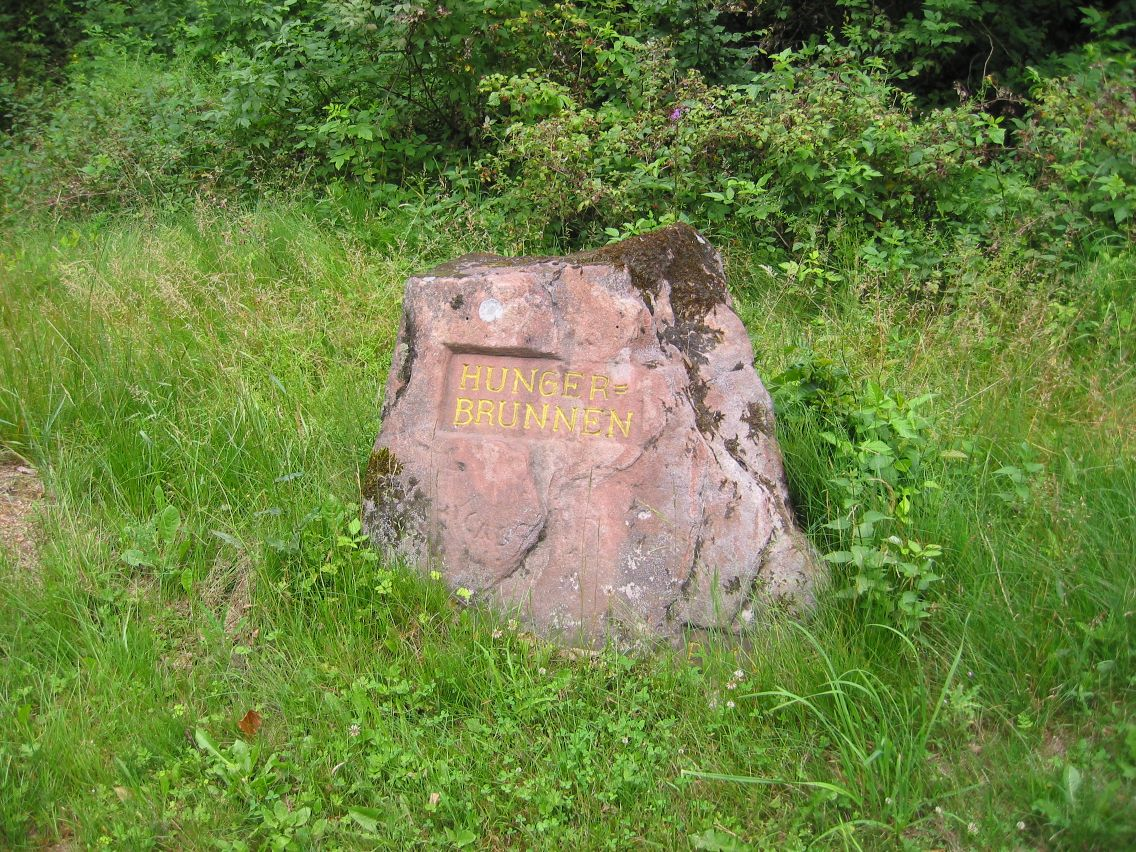
Ritterstein 153: Hungerbrunnen